# Weston (Connecticut)
Weston ist eine Stadt im Fairfield County im US-Bundesstaat Connecticut, Vereinigte Staaten. Das U.S. Census Bureau hat bei der Volkszählung 2020 eine Einwohnerzahl von 10.354 ermittelt. Das Stadtgebiet hat eine Größe von 53,6 km². Die Stadt liegt in der Nähe von Westport und damit am nordöstlichen Rand des Ballungszentrums von New York City – die Entfernung nach Manhattan beträgt 80 km, allerdings existieren in der Kleinstadt keine öffentlichen Verkehrsmittel, so dass Bahn- oder Buspendler von Westport aus fahren müssen.
Weston besitzt ein kleines Einkaufszentrum, größere Einkaufsgelegenheiten existieren allerdings nur außerhalb. Bekannt ist Weston für seine umfangreichen Grünanlagen, zu deren größten der Bisceglie-Scribner-Park (ca. 2.000 ha) zählt. Ein Viertel der Stadtfläche ist Freiflächen vorbehalten.
Diese typische Neuengland-Gemeinde weist einen Minderheiten-Anteil (Schwarze, Hispanics, Asiaten) von gerade einmal 5 % auf. Die Häuser zeugen von gehobenem Einkommen (US-$ 150.000 im Jahr) und das Schulsystem ist entsprechend gut ausgerüstet. 2 % der Bevölkerung gelten als arm (Connecticut: 8 %). Die Stadtverwaltung liegt derzeit in den Händen von Tom Landry (Town Administrator), der einen Stadthaushalt von ca. 50.000.000 US-Dollar verwaltet. Von den Beschäftigten arbeiten 52 % im allgemeinen Dienstleistungssektor, 17 % in der Verwaltung, 11 % im Bereich Handel und 7 % im Bereich Finanzen. Die Kriminalitätsrate in Weston liegt bei rund einem Drittel des Wertes für Connecticut.

## Bevölkerungsentwicklung
- 1790 - 2.469
- 1800 - 2.680
- 1810 - 2.618
- 1820 - 2.767
- 1830 - 2.997
- 1840 - 2.561
- 1850 - 1.056
- 1860 - 1.117
- 1870 - 1.054
- 1880 - 918
- 1890 - 772
- 1900 - 840
- 1910 - 831
- 1920 - 703
- 1930 - 670
- 1940 - 1.053
- 1950 - 1.988
- 1960 - 4.039
- 1970 - 7.417
- 1980 - 8.284
- 1990 - 8.648
- 2000 - 10.037
- 2010 - 10.179
- 2020 - 10.354

## Söhne und Töchter der Stadt
- Jared Cohen (* 1981), Unternehmer
- Jacob Pitts (* 1979), Schauspieler
- Mariette Hartley (* 1940), Schauspielerin
- Ed McBain (1926–2005), Schriftsteller und Drehbuchautor